# 膝折れ
膝折れ（ひざおれ）とは、どちらかの脚に体重がかかることにより、膝に力が入らず膝が折れる現象のことである。

## 概要
膝に力が入らずに膝が「ガクッ」と折れる「膝折れ」は、筋力の低下により起こる現象であり、以下の筋肉が関わっている。
- 大腿四頭筋（太もも前面の筋肉）
- 大殿筋（お尻の筋肉）
- 下腿三頭筋（ふくらはぎの筋肉）

## 予防
膝折れの予防としては、自宅で簡単にできるスクワットが効果的である。片方の膝を伸ばした状態で40cmほどの椅子から立ち上がることができるかどうかがチェックポイントである。